# Legionnaires 3
Legionnaires 3 è una miniserie a fumetti di quattro numeri pubblicata da DC Comics nel 1986; fu la seconda miniserie ad avere per protagonista la Legione dei Super-Eroi. È stata scritta da Keith Giffen e Mindy Newell, disegnata da Ernie Colón e inchiostrata da Karl Kesel. Vede i tre membri fondatori della Legione contro uno dei loro più mortali nemici, Time Trapper.

## Trama
Nella sua cittadella alla Fine del Tempo, Time Trapper sta giocando una partita a scacchi con Brainiac, il criminale androide intergalattico del XX secolo. Interruppe il gioco per confrontarsi con un Controllore che una volta assunse le sue sembianze e fu catturato dalla Legione dei Super Eroi. Trapper lo salvò dalla distruzione della Crisi, solo per poterlo uccidere di persona. Ossessionato dallo sconfiggere la Legione, Trapper osservò il momento nel tempo che diede vita alla squadra: il tentativo di assassinio del miliardario R. J. Brande, che venne sventato da Rokk Krinn (Cosmic Boy), Imra Ardeen (Saturn Girl) e Garth Ranzz (Lightning Lad). Decise così che Lightning Lad era l'anello debole del gruppo, e che il piano di distruggere la Legione partiva con lui.
A Metropolis, i tre fondatori della Legione, ora ritirati dalla vita eroica, si godevano una serata a casa di Ranzz quando furono attaccati dall'armata di Time Trapper. Quando respinsero con successo i soldati (che furono immediatamente uccisi da Trapper), gli eroi realizzarono presto che l'intero attacco era un diversivo che permise ad uno dei soldati di rapire Lightning Lad e il figlio di Saturn Girl, Graym Ranzz: nella culla del piccolo c'era una bambola avvolta in una coperta contenente un messaggio: "Solo quattro giocatori in questo gioco - ogni interferenza dalla Legione e il bambino muore!".
La sorella gemella di Lightning Lad, Lightning Lass giunse per una visita, ma il giovane inventò una scusa per tenerla lontana. Dopo aver lasciato l'incontro, lui, Cosmic Boy e Saturn Girl si dovettero declinare l'invito di Colossal Boy e sua moglie Yera. Intrufolatisi nell'Istituto del Tempo, i tre fondatori cercarono l'aiuto del Legionario onorario Rond Vidar perché desse loro un dispositivo per il viaggio nel tempo, senza rivelare però nulla del rapimento di Graym. Quando Rond si rifiutò, Saturn Girl utilizzò i suoi poteri per renderlo incosciente. I tre rubarono il Cubo Temporale, scomparendo nel flusso temporale, e inaspettatamente trovando uno spazio vuoto nella Cortina di Ferro del Tempo di Time Trapper, giunsero alla Fine del Tempo. Subito furono catturati dai soldati di Trapper, e Lightning Lad fu imprigionato separatamente dalla moglie e dal suo migliore amico. Cosmic Boy e Saturn Girl riuscirono a scappare dalla loro prigione e - dopo un viaggio pericoloso nella Cittadella - scovarono Graym, completamente incolume. Fu allora che capirono che il vero obiettivo di Time Trapper era Lightning Lad.
Time Trapper sottopose Lightning Lad ad una varietà di attacchi psicologici, nel tentativo di spezzare il suo spirito e la sua sanità mentale. Dopo una serie di illusioni fallite al fine di spezzare il Legionario, Trapper rivelò che fu lui a causare l'incidente con uno shuttle che uccise i suoi genitori anni addietro. Piuttosto che uccidere il Legionario, la rivelazione gli permise di richiamare una forza innata che non pensava di avere, e decise di farla pagare a Trapper per la morte dei suoi genitori. Nell'istante successivo, i tre fondatori e il piccolo Graym furono riuniti nella casa dei Ranzz nella Metropolis del XXX secolo. Alla Fine del Tempo, Trapper concesse la sconfitta momentanea, notando che "ci saranno altri giochi".